# Прогрессирующая атрофия сетчатки
Прогрессирующая атрофия сетчатки (PRA) — группа генетических заболеваний, встречающихся у определенных пород собак и, реже, у кошек. Подобно пигментному ретиниту у людей, она характеризуется двусторонней дегенерацией сетчатки, что приводит к прогрессирующей потере зрения, ведущей к слепоте. Болезни этой группы почти во всех породах наследуются как аутосомно-рецессивный признак, за исключением сибирского хаски (наследственный признак, связанный с Х-хромосомой) и бульмастифа (аутосомно-доминантный признак). На данный момент не существует лечения от этой группы заболеваний.

## Типы PRA
В целом, прогрессирующая атрофия сетчатки характеризуются начальной потерей функции клеток палочковых фоторецепторов, затем потерей функции колбочек сетчатки, и по этой причине ночная слепота является первым значимым клиническим признаком для большинства собак, пораженных PRA. Как и другие заболевания сетчатки, атрофию сетчатки можно разделить на диспластический тип заболевание, при котором клетки развиваются абнормально, и дегенеративную, когда клетки развиваются нормально, но затем разрушаются в течение жизни собаки.
Генерализованная прогрессирующая атрофия сетчатки является наиболее распространенным типом заболевания и вызывает атрофию всех нервных структур сетчатки. Центральная прогрессирующая атрофия сетчатки (CPRA) представляет собой заболевание, отличное от PRA, включающее пигментный эпителий сетчатки (RPE), и также известна как пигментная эпителиальная дистрофия (RPED).

### Генерализованная атрофия сетчатки
Характерна для пород:
- Акита — первые симптомы проявляются в возрасте от одного до трех лет, собаки слепнуть в возрасте от трех до пяти лет. Селекция значительно снизила заболеваемость у этой породы.
- Миниатюрная длинношерстная такса — симптомы проявляются в возрасте шесть месяцев.
- Папийон — медленное течение болезни, слепота наступает в возрасте от семи до восьми лет.
- Тибетский спаниель — симптомы в возрасте от трех до пяти лет.
- Тибетский терьер — болезнь типа PRA3 / RCD4 проявляется у собак среднего возраста[5].
- Самоед — симптомы проявляются в возрасте от трех до пяти лет.

### Род-конусная дисплазия
Этот тип PRA уже на ранних стадиях характеризуется серьезной потерей зрения. Это вызвано дефектом в гене цГМФ-фосфодиэстеразы, который приводит к тому, что уровень циклического гуанозинмонофосфата в сетчатке в десять раз превышает норму.
I тип
- Ирландский сеттер — стержневая клетка практически отсутствует. Ночная слепота в возрасте от шести до восьми недель, часто полная слепота в возрасте от одного года[4].
- Слюги — ДНК-тест может определить, есть ли у слюги мутированный рецессивный ген. Это позволило заводчикам скорректировать разведение, и в настоящее время эта болезнь в породе встречается редко[1].

II тип
- Колли — стержневая клеточная реакция практически отсутствует. Ночная слепота в возрасте от шести недель, полная слепота в возрасте от одного до двух лет[4].

III тип
- Вельш корги кардиган[1]

### Род-дисплазия
- Норвежский элкаунд— характеризуется дисплазией клеток палочки и последующей дегенерацией клеток колбочки. Реакция клеток палочки практически отсутствует. Ночная слепота в возрасте от шести месяцев, полная слепота в возрасте от трех до пяти лет. Это генетические заболевание было побеждено в породе с помощью грамотного разведения[4].

### Ранняя дегенерация сетчатки
- Норвежский элкаунд — ночная слепота в возрасте от шести недель, полная слепота в возрасте от двенадцати до восемнадцати месяцев[4].

### Дисплазия фоторецепторов
Заболевание вызвано аномальным развитием как клеток палочек, так и колбочек. Первоначально проявляется ночная слепота, которая затем переходит в полную слепоту.
- Цвергшнауцер — медленно прогрессирует, симптомы не обнаруживаются до двух-пяти лет.
- Бельгийская овчарка — полная слепота к восьми неделям[4].

### Дегенерация колбочки
- Аляскинский маламут — временная потеря зрения при дневном свете (гемералопия) в возрасте от восьми до десяти недель. К четырем годам на сетчатке остаются только стержневые клетки[4].

### Род-конусная дистрофия
- Глен оф Имаал терьер — CRD3 приводит к постепенной слепоте, с началом проявления симптомов около 4 лет (часто выявляется как истончение сетчатки уже в 3 года). Вызванная мутацией в гене ADAM9, болезнь аналогична CRD9 у людей. Генетический тест теперь доступен в лаборатории "Optigen". С помощью теста можно определить, больна ли собака, является ли носителем гена (гетерозиготна) или полностью здорова.

### Прогрессирующая род-конусная дегенерация (PRCD)
Это заболевание сопровождается нормальным развитием клеток палочек и колбочек на ранних этапах, но с последующим началом дегенерации клеток палочек, которая прогрессирует до клеток колбочек. Наследуется как аутосомно-рецессивный признак и связан с девятой хромосомой собаки.
- Пудель — ночная слепота в возрасте от трех до пяти лет, полная слепота в возрасте от пяти до семи лет.
- Английский кокер-спаниель — обычно проявляется в возрасте от четырех до восьми лет.
- Американский кокер-спаниель — ночная слепота в возрасте от трех до пяти лет, полная слепота через один-два года.
- Лабрадор ретривер — ночная слепота в возрасте от четырех до шести лет, полная слепота от шести до восьми лет.
- Португальская водяная собака[4]
- Чесапик-бэй-ретривер
- Австралийская пастушья собака
- Американская эскимосская собака
- Новошотландский ретривер[1]

### Х-сцепленная прогрессирующая атрофия сетчатки
Это заболевание связано с Х-хромосомой.
- Сибирский хаски — ночная слепота в возрасте от двух до четырех лет[4].
- Самоед — более тяжелое течение болезни, чем у хаски.

### Доминантный PRA
- Бульмастиф — наследуется как аутосомно-доминантный признак из-за мутации в гене родопсина[1].

### Кошачий PRA
- Абиссинская кошка —у этой породы выявляется две формы заболевания. Один наследуется как аутосомно-доминантный признак и имеет раннее начало. Другой наследуется как аутосомно-рецессивный признак и имеет средний возраст развития симптомов[1].
- Прогрессивная атрофия сетчатки с ранним проявлением симптомов встречается у домашних короткошерстных кошек и персидских кошек. Сиамские кошки также имеют наследственную форму PRA[6]. Несмотря на убеждение заводчиков в обратном, не существует связи между окрасом шерсти у персов и развитием PRA[7].

### Центральная прогрессирующая атрофия сетчатки (CPRA)
CPRA также известен как пигментная эпителиальная дистрофия сетчатки (RPED). Причиной этого состояния является потеря способности пигментного эпителия сетчатки эффективно обрабатывать наружный сегмент фоторецептора (POS) и последующее накопление материала POS в пигментном эпителии сетчатки (RPE) и потеря его функции. Потеря функции RPE приводит к дегенерации фоторецепторов. Дефицит витамина Е может играть роль в развитии центральной PRA. Он характеризуется скоплением пигментных пятен в сетчатке, окруженной атрофией, и появлением пятен на пигментированном нетапетальном глазном дне. Пигментные пятна со временем сливаются и исчезают по мере увеличения атрофии сетчатки. CPRA встречается у пожилых собак. Периферическое зрение сохраняется долго. Зрение у больных собак лучше при слабом освещении, они лучше видят движущиеся или далекие объекты. Не все больные собаки полностью слепнут. Вторичные катаракты также  распространены при этом виде заболевания.
Характерна для пород:
- Лабрадор ретривер
- Золотистый ретривер
- Бордер колли
- Колли
- Шелти
- Английский кокер спаниель
- Английский спрингер-спаниель
- Чесапик-бэй-ретривер
- Кавалер-кинг-чарльз-спаниель
- Бриар — особенно часто встречается
- Пудель

### Наследственная дисплазия сетчатки
У бриаров есть еще одно заболевание сетчатки, известное как наследственная дисплазия сетчатки. Эти собаки страдают ночной слепотой от рождения, и дневное зрение может различаться. У больных щенков часто бывает нистагм. Это заболевание также известно как липидная ретинопатия.

## Диагностика
Прогрессирующая потеря зрения у любой собаки при отсутствии глаукомы или катаракты может быть показателем прогрессирующей атрофии сетчатки. Обычно потеря зрения начинается с ухудшения зрения ночью (никталопии). Другие симптомы включают: расширение зрачков и снижение зрачкового рефлекса на свет. Фундоскопия при обследования сетчатки покажет сокращение кровеносных сосудов, уменьшение пигментации нетапетального глазного дна, усиление отражения от тапетума из-за истончения сетчатки. На более поздних стадиях заболевания также наблюдается затемненный атрофированный диск зрительного нерва. Вторичное образование катаракты в задней части хрусталика также может происходить на поздних стадиях заболевания. В этих случаях для диагностики прогрессирующей атрофии сетчатки может потребоваться электроретинография (ЭРГ). Для многих пород существуют специфические генетические анализы крови или клеток слизистой оболочки щеки на PRA.
При отсутствии отрицательного генетического теста животные пород, подверженных прогрессирующей атрофии сетчатки, могут считаться свободными от этого заболевания только с течением времени. То есть, дожив здоровыми до возраста, в котором симптомы PRA обычно проявляются в их породе. Породы, в которых ген прогрессирующей атрофии сетчатки является рецессивным, могут быть носителями гена и передавать его своим потомкам,  не имея симптомов. Собаки также могут развить ослабленные симптомы позже обычного возраста их проявления.

## Жизнь с собакой с прогрессирующей атрофией сетчатки
На данный момент не существует лечения от PRA. Тем не менее, большинство собак, которые страдают от этой болезни, очень хорошо приспосабливаются. Чтобы улучшить качество жизни собаки, следуйте этим рекомендациям:
- Не переставляйте мебель, так как собака запоминает расположение обстановки в помещении
- Используйте короткий поводок, когда выгуливаете собаку с частичной или полной слепотой на серьезной стадии заболевания
- Установите защитные барьеры вокруг бассейнов и балконов[8]